# Подводные лодки типа «Санта-Фе»
Подводные лодки типа «Санта-Фе» (исп. Clase Santa Fe) — тип аргентинских подводных лодок средней дальности итальянской постройки времён Второй Мировой войны. Первые субмарины ВМС Аргентины. Всего было построено три лодки.

## История строительства
Частые трения стран Южного конуса по территориальным вопросам в конце XIX—начале XX вв. вынуждали правительства Буэнос-Айреса, Рио-де-Жанейро и Сантьяго поддерживать свои военно-морские силы на относительно высоком уровне.
У Аргентины, традиционно считавшейся одной из региональной держав, в составе флота имелись линкоры, крейсера, эсминцы и прочие корабли; подводный флот, в отличие от соперников бразильцев, отсутствовал.
В 1917 году ВМФ отправил аргентинских моряков в США, для прохождения учебных курсов на базе подводных сил в Нью-Лондоне. Лейтенанты Франсис Лахоус, Освальдо Репето, Эдуардо Себальос и Висенте Феррер служили на кораблях ВМС США во время Первой мировой войны.

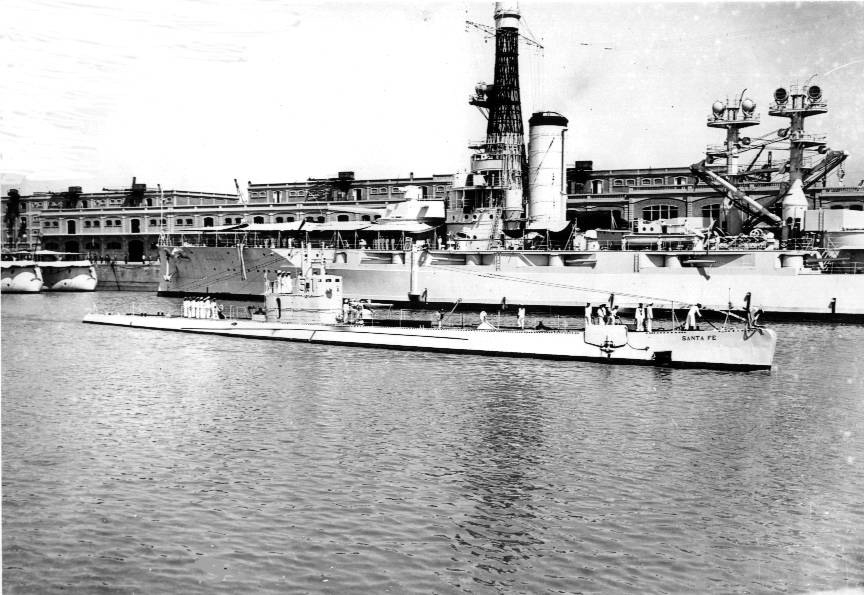
«Санта-Фе» в Пуэрто-Бельграно. На заднем плане — линкор «Ривадавия». 1937 год

В 1926 году в Аргентине была принята десятилетняя программа обновления флота стоимостью 75 миллионов золотых песо, в рамках которой предполагалось строительство трёх подводных лодок. Первоначально, согласно Закону 11,378 от 29 сентября 1926, планировалось приобретение двух групп по три подводные лодки, но удалось приобрести только одну партию. Этот же закон определял формирование Командования подводных сил и военно-морской базы подводных сил в Мар-дель-Плата. В 1927 году ВМФ Аргентины заключил с итальянской верфью «Франко Тоси» в Таранто контракт на постройку трёх подводных лодок. Соглашение предусматривало закупку итальянцами сельскохозяйственной продукции в Аргентине, кроме того, Буэнос-Айрес обязывался приобрести самолёты во Франции, в счёт компенсации отказа на заказанные ранее у французов подводные лодки. Корабли строились на базе проекта «Сеттембрини». Заложены в 1931 и 1932 гг. Подводные лодки получили названия в честь аргентинских провинций Санта-Фе, Сальта и Сантьяго-дель-Эстеро, что стало традицией. 25 февраля 1933 года подводные лодки покинули берега Италии и 7 апреля прибыли в Буэнос-Айрес. Позже субмарины перешли в главную базу ВМС страны — Пуэрто-Бельграно, откуда 3 сентября были перебазированы в новую базу подводных сил Мар-дель-Плата. День прибытия в Мар-дель-Плата стал Днём подводных сил Аргентины. Корабль береговой охраны «Генерал Бельграно» (бывший крейсер типа «Гарибальди») был переоборудован в плавучую базу подводных лодок.

## Служба

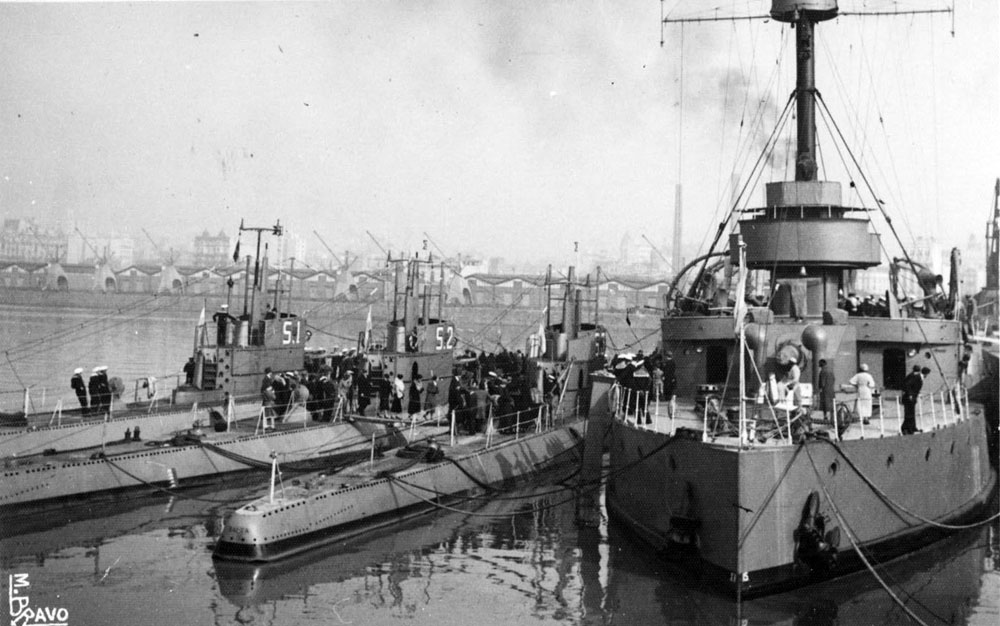
Субмарины типа «Санта-Фе» и плавбаза «Индепенденсия». 1947—1948 гг.

В 1938 году экипаж «Санта-Фе» был награждён гражданской медалью за участие в спасении рыболовного судна потерпевшего крушение близ мыса Кабо-Корриентес. 29 марта 1937 года «Сантьяго-дель-Эстеро», совершив погружение на глубину 114 метров, установила рекорд погружения подводной лодки в Южной Атлантике. В 1947 году плавбазу «Бельграно» сменил бывший броненосец «Индепенденсия», головной корабль типа. Во время «Освободительной революции» 1955 года, свергнувшей Перона, подводная лодка «Сантьяго-дель-Эстеро» принимала участие в блокаде Ла-Платы, в ходе которой подверглась атаке самолётов перонистов «Глостер Метеор».
Субмарины служили в составе флота с 1933 по 1960 гг. Корабли поочерёдно выводили в течение второй половины 50-х гг. «Сальту» и «Сантьяго-дель-Эстеро» купил частный предприниматель, использовавший их для транспортировки нефтепродуктов по реке Парана.
Это были первые и последние подводные лодки Аргентины в предвоенные годы. Прибывшие и интернированные в 1945-м в Мар-дель-Плата немецкие U-530 и U-977 аргентинское командование передало американцам. В 1960-м Аргентина получила от США две субмарины типа «Балао», получившие имена предшественниц — ARA Santa Fe (S-11) и ARA Santiago del Estero (S-12), что позволило списать 5 апреля 1961 года последнюю, уже дряхлую «тарантинос» «Сальту», совершившей 3 августа 1960-го тысячное погружение.

## Список подводных лодок типа
| Название            | Бортовой номер | Верфь                | Закладка | Спуск на воду  | Ввод в строй | Списан         | Примечания                    |
| ------------------- | -------------- | -------------------- | -------- | -------------- | ------------ | -------------- | ----------------------------- |
| Santa Fe            | S-1            | Franco Tosi, Таранто | --       | 28 июля 1931   | --           | 23 апреля 1959 |                               |
| Santiago del Estero | S-2            | Franco Tosi, Таранто | --       | 28 марта 1932  | --           | 23 апреля 1959 | изначально бортовой номер S-3 |
| Salta               | S-3            | Franco Tosi, Таранто | --       | 17 января 1932 | --           | 5 апреля 1961  | изначально бортовой номер S-2 |

## Комментарии
1. ↑  В Аргентине тип назван по месту постройки — Таранто («Тарантинос» (исп. Submarinos Clase «Tarantinos»))
2. ↑  Рио-де-Жанейро был столицей Бразилии с 1822 по 1960 год